# マリー＝クロード・ピエトラガラ

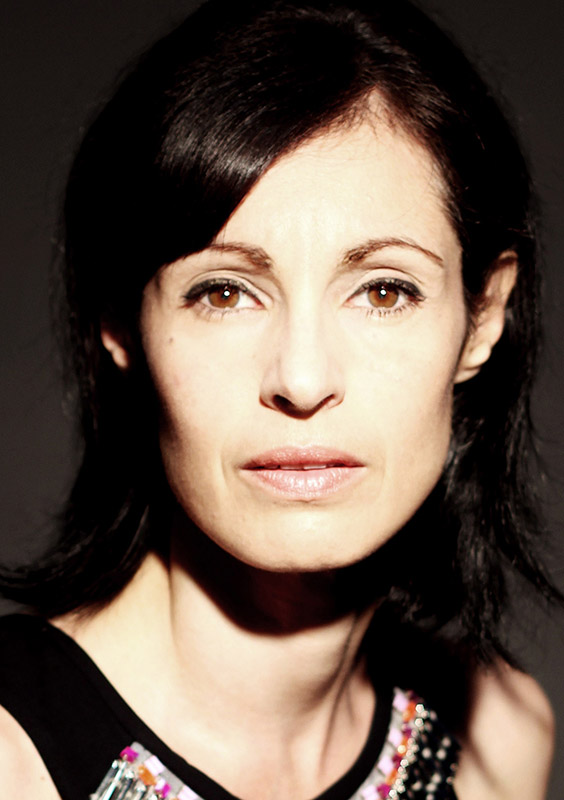
マリー＝クロード・ピエトラガラ、2015年

マリー＝クロード・ピエトラガラ（Marie-Claude Pietragalla、1963年2月2日 - ）は、フランスのバレエダンサー・振付家。

## 経歴
パリ生まれ。コルシカ人の血をひく。10歳でパリ・オペラ座バレエ学校へ入学。1990年からエトワール。
1998年からマルセイユ国立バレエに在籍し芸術監督を務めた。2004年退団。現在は自身のバレエ・カンパニーを率いる。
毛皮の老舗レヴィヨン（Revillon）の香水「アヌーシュカ」は、彼女をイメージして造られた香りである。映画『ラ・ピエトラ　愛を踊る女』（2003年）では死期を前にしたバレエダンサーを演じた。